# Инфекционный ожог роз
Инфекционный ожог роз, или стеблевой рак роз, — заболевание роз, возбудитель — сумчатый гриб Coniothyrium wernsdorffiae Laub.
Синонимы Coniothyrium wernsdorffiae:
- Coniothyrium cystotricha (Schulzer) Sacc. & Traverso (1910)
- Sacidium cystotricha Schulzer (1871)

Coniothyrium wernsdorffiae поражает розы, страдающие от избытка влаги в зимних укрытиях при высокой температуре. Часто гриб поражает растение, если оно получало избыточное количество азота в осенний период. На побегах появляются опоясывающие красно-коричневые, позже серовато-бурые пятна с красноватой каймой. Кора подсыхает, светлеет, окаймление исчезает, появляются трещины и неглубокие язвы. На поражённом участке формируются многочисленные мелкие бурые плодовые тела зимующей стадии гриба. Поражённые стебли засыхают.
Coniothyrium wernsdorffiae попадает в ткани растений через ранки на стеблях и во время осенней обрезки, а затем распространяется сверху вниз. Зимует в растении или в почве.
Оптимальная температура для прорастания спор гриба – около +20 °С, но бывает достаточно и +10—15 °С, а в аэробных условиях (укрытые розы) они могут прорастать при +1—2 °С.
Устойчивых к инфекционному ожогу сортов роз в настоящее время не существует.
Розы флорибунда, полиантовые и миниатюрные поражаются инфекционным ожогом несколько реже чем парковые.
Риск возникновения заболевания существенно уменьшается, если укрытие роз на зиму производят в сухую погоду и используют продезинфицированный инструмент. Перед укрытием, удаляются листья и невызревшие побеги.
В качестве профилактики инфекционного ожога до распускания почек растения опрыскивают 3 % раствором (300 г на 10 л воды) железного купороса или 5 % бордоской жидкостью, 1 % раствором медного купороса, или раствором препарата абига пик. Весной поражённые Coniothyrium wernsdorffiae ткани вырезают, ветви сжигают. После весенней обрезки кусты роз обрабатывают 1 % (100 г на 10л воды) раствором медного купороса.